# Banda cahuilla Augustine
La banda cahuilla Augustine és una tribu reconeguda federalment de la nació ameríndia cahuilla amb base a Coachella, Califòrnia. Es tracta d'una de les nacions tribals més petites dels Estats Units, que consta de només vuit membres, dels quals només un és un adult.

## Antecedents
D'acord amb les entrevistes amb els ancians Augustine l'hivern de 1924-1925, la tribu és de clan Nanxaiyem dels indis Pass Cahuilla. Francisco Nombre, un líder cerimonial Desert Cahuilla i guardià de la genealogia tradicional del clan, va declarar que els Nanxaiyem migraren a la vall de Coachella cap al 1860 i llur supervivents s'establiren a La Mesa, la planura est de La Quinta (Califòrnia). Allí, segons Nombre, foren coneguts com a Augustin [sic]. Hi ha més d'una dotzena de clans Pass Cahuilla, tradicionalment segueixen una descendència patrilineal i es divideixen en les meitats Gat Salvatge i Coiot, vivint a l'est del pas de San Gorgonio a Indian Wells i a l'oest del Canyó de San Timoteo. El clan Nanxaiyem de la reserva Augustine és la meitat Coiot.
El 13 d'abril de 1956, el Comissionat d'Afers Indis va aprovar un registre cental de la tribu, documentant 11 membres vius. Roberta Augustine, l'última persona inscrita original, va morir en 1986. La reserva de la banda Augustine d'indis Cahuilla és un tram d'una milla quadrada de terreny ubicat al Comtat de Riverside (Califòrnia) a 33° 39′ 01″ N, 116° 11′ 27″ O / 33.65028°N,116.19083°O, a la vora de Thermal (Califòrnia) i la reserva índia de Cabazon. La terra va restar abandonada durant mig segle fins que el cap Green s'hi traslladà en 1996.
Mary Ann Green, nascuda Martin, nascuda 1964, decidí reconstruir la tribu i reassentar la reserva. El 29 de desembre de 1981 fou establida per ordre executiva la Banda August d'Indis de Missió. Green fou elegida cap de la tribu en 1988 i es manté en el càrrec des d'aleshores. El 1994 va establir un govern tribal i habitualment dona treball a 8 persones.
El cantant tradicional cahuilla Tony Andreas va créixer a la Reserva Augustine durant la dècada de 1930 a 1940.

## Projectes actuals
La tribu ha desenvolupat plans per al renaixement cultural i la sostenibilitat econòmica.
Les millores a les terres de la reserva inclouen l'adopció d'un codi de zonificació i l'eliminació d'escombraries abocades il·legalment. Durant 50 anys la terra ha estat desocupada i s'hi ha llençat escombraries, residus comercials, deixalles i milers de pneumàtics. La monumental tasca de neteja va començar el 1994, quan la tribu es va associar amb el Servei de Medi Ambient dels EUA, el Califòrnia Conservation Corps, el Consell d'Administració Integral de Residus de Califòrnia, i el Departament del Sheriff del Comtat de Riverside.
La tribu posseeix l'Augustine Casino a Coachella.
La banda Augustine va construir el primer sistema d'energia solar fotovoltaica renovable en terra índia a Califòrnia. S'espera que aquest sistema produeixi 1.900 megavatis anyals d'energia solar.